# Lohgerberhaus
 (mai 2023).

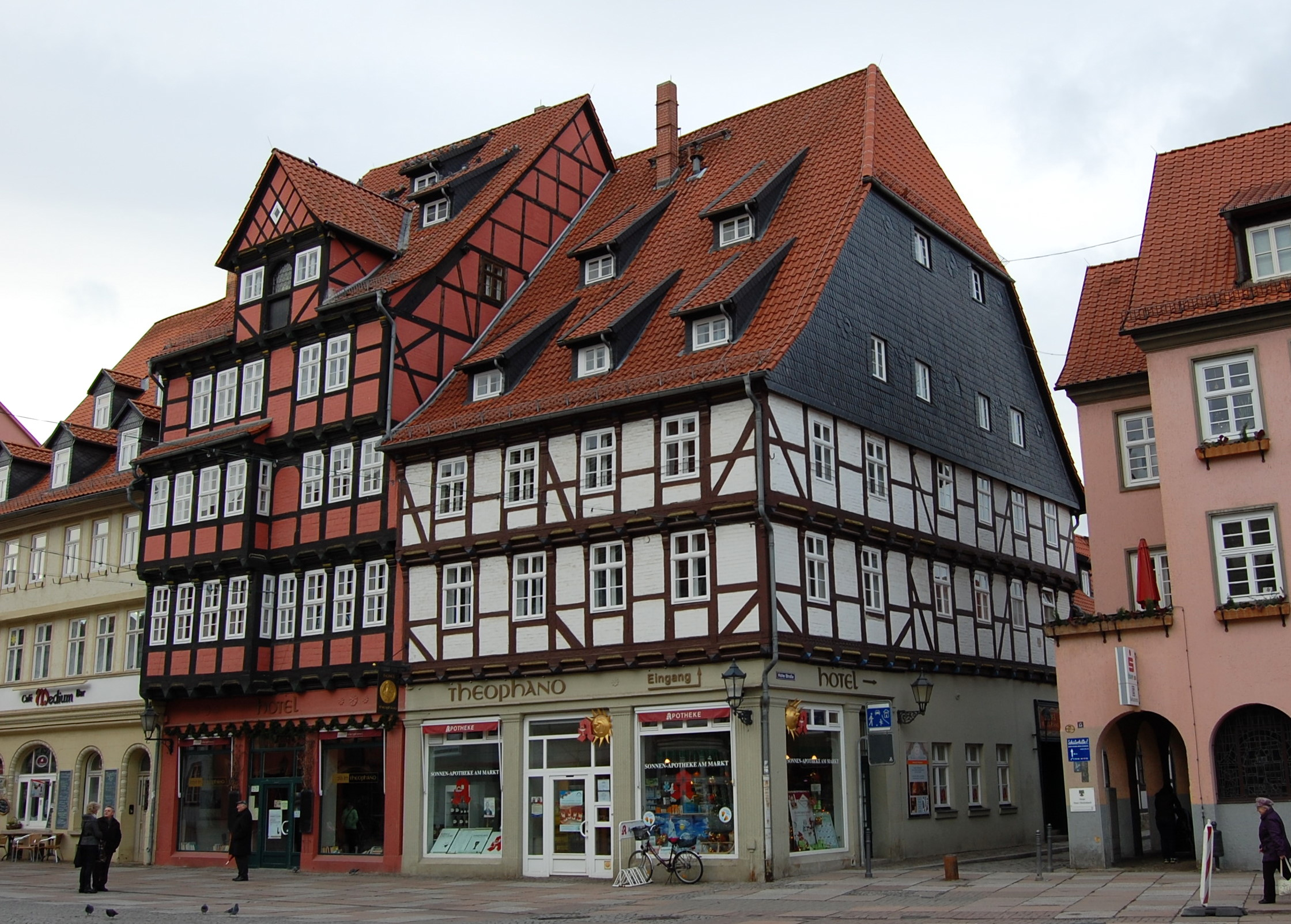
Maison Lohgerber, 2012

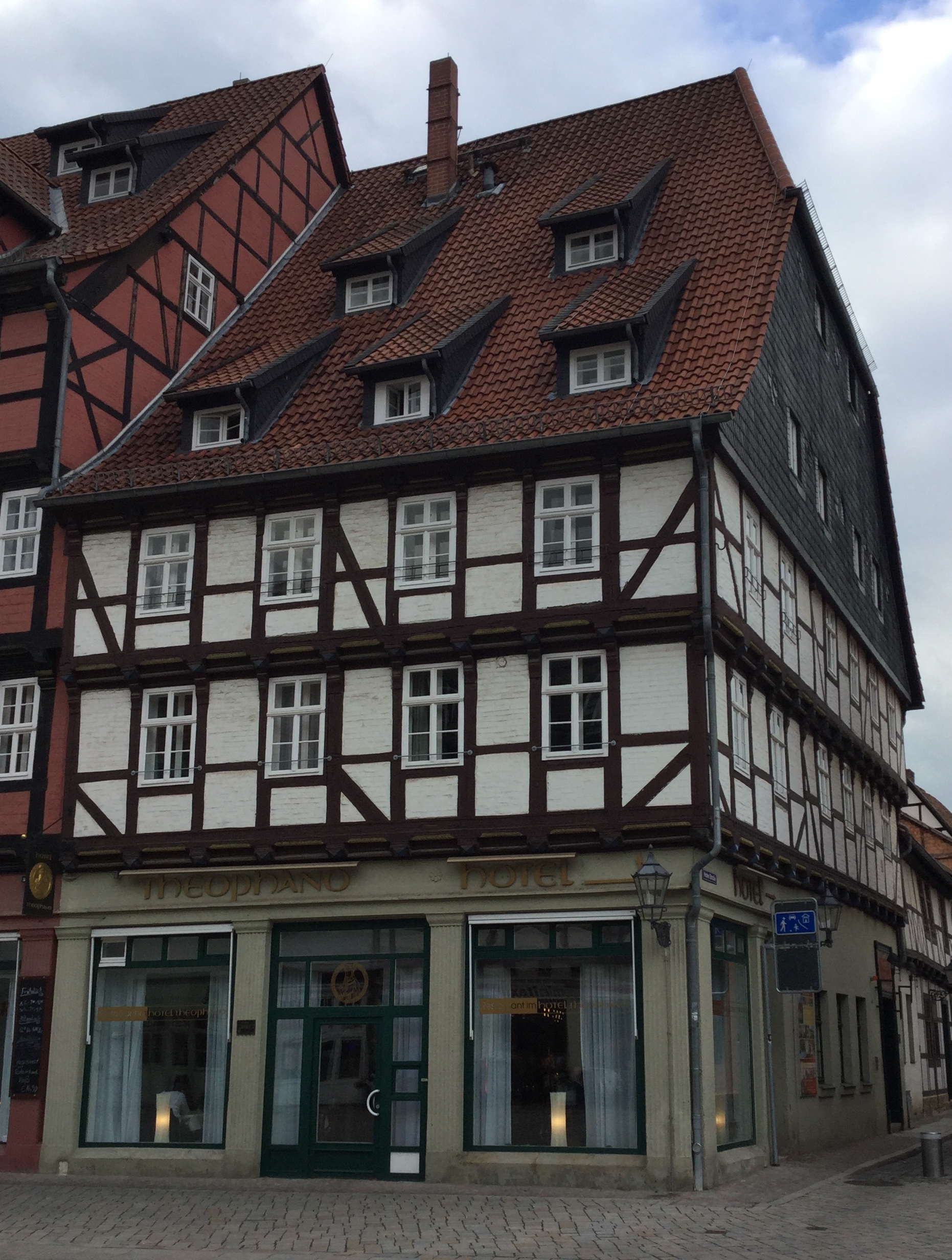
Markt

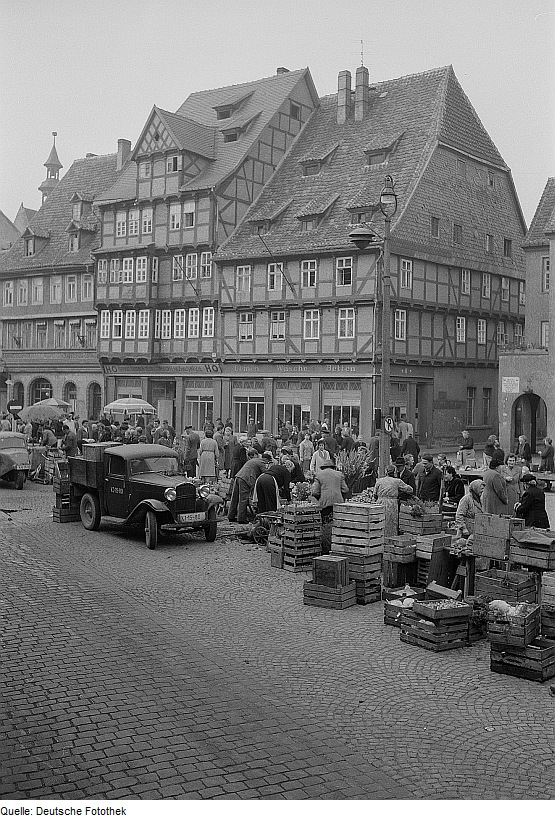
L'édifice vers 1950

La Lohgerberhaus (littéralement, Maison des Tanneurs) est une maison à colombages classée dans la ville historique de Quedlinbourg en Saxe-Anhalt, en Allemagne. Le bâtiment à pans de bois érigé vers 1660 a servi de salle de la corporation des tanneurs entre 1763 et 1808 et d'hôtel depuis 1993.

## Emplacement
Le bâtiment, qui est inscrit au registre des monuments de Quedlinbourg, est situé au Markt 14, à l'angle où la Hohe Straße rencontre la place de la ville de Quedlinbourg. En partie, le bâtiment à colombages voisin du Markt 13 fait également partie du complexe Lohgerberhaus. Les deux bâtiments sont exploités ensemble sous le nom d'Hôtel Theophano et représentent une part particulièrement frappante du marché dans la vieille ville de Quedlinburg. Un peu plus au nord des maisons se trouve la maison Markt 15, qui est également un bâtiment classé.

## Architecture et histoire
Le bâtiment du Markt 14 a été construit vers 1660 dans le style baroque primitif. La maison est couverte d'un imposant toit en demi-croupe.  L'aile de trois étages du bâtiment faisant face à la Hohe Straße a été construite dans la première moitié du XVIIe siècle et montre des formes de la Renaissance tardive. Dans la cour, en grande partie bâtie, se trouve une petite voûte en brique en Opus spicatum.
En 1763, la maison a été achetée par la guilde des tanneurs et ensuite utilisée comme salle de guilde pour les réunions et les transactions commerciales. Cette utilisation explique le nom du bâtiment.
La maison à colombages de quatre étages du Markt 13 attenante au sud a été construite comme maison de marchand en 1668 par Hans Rühle selon une inscription sur la construction. C'est l'une des maisons à colombages les plus grandes et les plus importantes de la ville et montre la première phase du style dit de Quedlinburg. La ferme comporte une façade rouge avec oriel à deux étages sur la gauche. Ce bâtiment aurait également fait partie de la maison de la guilde des tanneurs.
En 1924, la blanchisserie et la lingerie Kurt Schultze ont été créées et exploitées jusqu'à leur nationalisation en 1952. En 1991, la famille a récupéré le bâtiment, qui avait un besoin urgent de rénovation. Entre 1991 et 1993, les maisons ont été rénovées et transformées en un hôtel de 22 chambres, qui a ouvert ses portes en 1993. En 2002, le Café Theophano a été installé dans le bâtiment du Markt 13. L'hôtel est présenté dans le livre 1 000 endroits à voir avant de mourir de Patricia Schultz.